# Changan CS55 Plus
Der Changan CS55 Plus ist ein Sport Utility Vehicle des chinesischen Automobilherstellers Chongqing Changan Automobile Company der Marke Changan.

## 1. Generation (seit 2019)

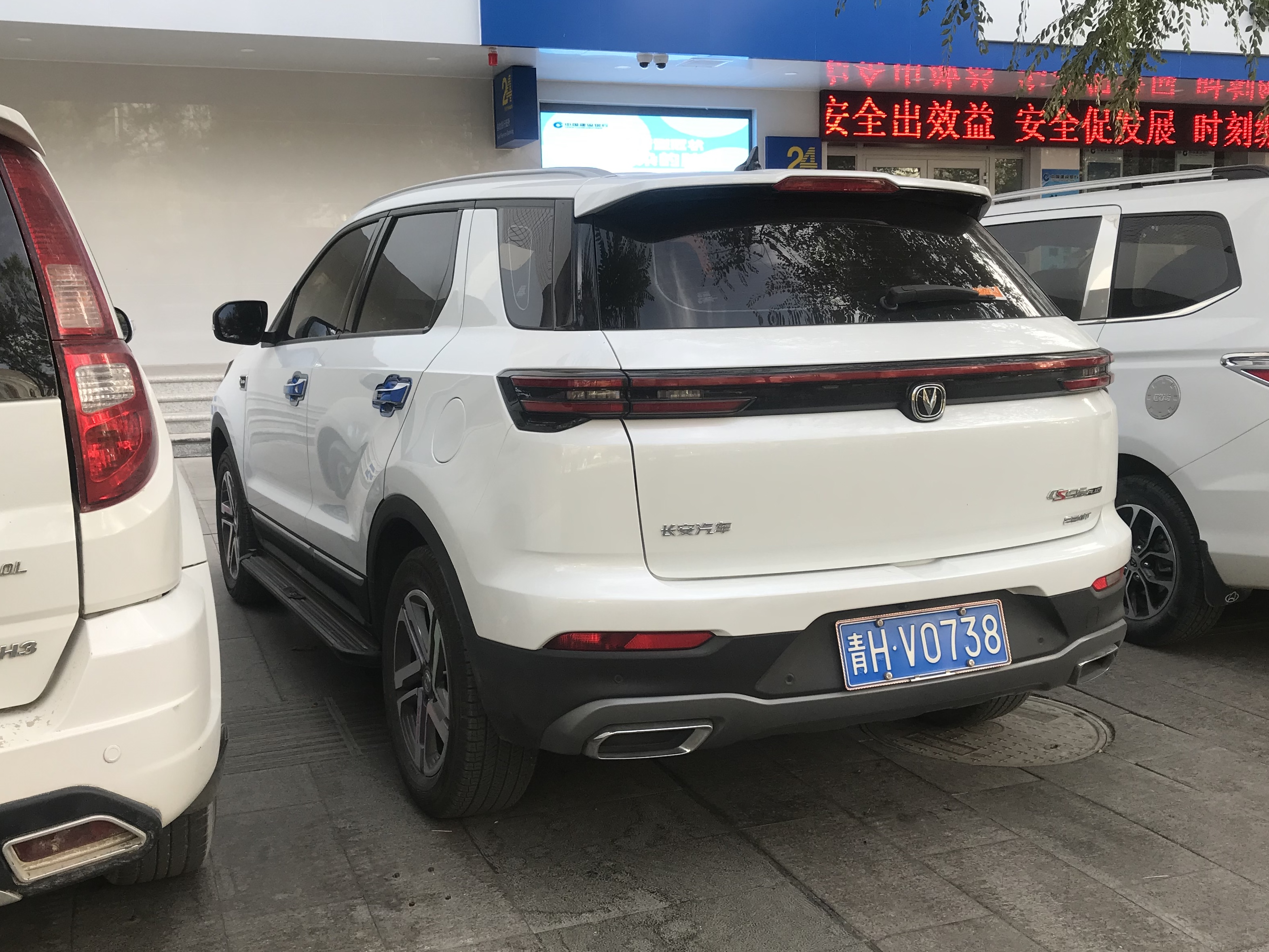
Heckansicht

Vorgestellt wurde der CS55 Plus auf Basis des CS55, der weiterhin im Angebot bleibt, im Juli 2019. In den Handel kam das SUV auf dem chinesischen Markt im November 2019. Nach der Einführung des Nachfolgemodells im September 2021 bleibt die erste Generation als CS55 Plus Blue Whale im Angebot.

### Technische Daten
Zum Marktstart wurde der CS55 Plus vom aus dem CS55 bekannten aufgeladenen 1,5-Liter-Ottomotor mit 115 kW (156 PS) angetrieben. Serienmäßig hat er ein 6-Gang-Schaltgetriebe, gegen Aufpreis war ein 6-Stufen-Automatikgetriebe von Aisin Seiki erhältlich. Im September 2021 wurde dieser Antrieb von einem aufgeladenen 1,5-Liter-Ottomotor mit 132 kW (180 PS) ersetzt. Für ihn steht gegen Aufpreis ein 7-Stufen-Doppelkupplungsgetriebe zur Wahl.
|                                            | 1.5T                         | 1.5T                               |
| ------------------------------------------ | ---------------------------- | ---------------------------------- |
| Bauzeitraum                                | 11/2019–09/2021              | seit 09/2021                       |
| Motorkenndaten                             |                              |                                    |
| Motortyp                                   | R4-Ottomotor                 | R4-Ottomotor                       |
| Motoraufladung                             | Turbolader                   | Turbolader                         |
| Hubraum                                    | 1499 cm³                     | 1494 cm³                           |
| max. Leistung bei min−1                    | 115 kW (156 PS) / 5500       | 132 kW (180 PS) / 5500             |
| max. Drehmoment bei min−1                  | 225 Nm / 2000–4000           | 300 Nm / 1250–3500                 |
| Kraftübertragung                           |                              |                                    |
| Antrieb                                    | Vorderradantrieb             | Vorderradantrieb                   |
| Getriebe, serienmäßig                      | 6-Gang-Schaltgetriebe        | 6-Gang-Schaltgetriebe              |
| Getriebe, optional                         | (6-Stufen-Automatikgetriebe) | (7-Stufen-Doppelkupplungsgetriebe) |
| Messwerte                                  |                              |                                    |
| Höchstgeschwindigkeit                      | k. A. (k. A.)                | 190 km/h (190 km/h)                |
| Beschleunigung, 0–100 km/h                 | k. A. (k. A.)                | k. A. (k. A.)                      |
| Kraftstoffverbrauch auf 100 km, kombiniert | 7,0 l Super (7,2 l Super)    | 5,7 l Super (6,2 l Super)          |
| Tankinhalt                                 | 58 l                         | 58 l                               |

Werte in runden Klammern gelten für Modelle mit optionalem Getriebe.

## 2. Generation (seit 2021)

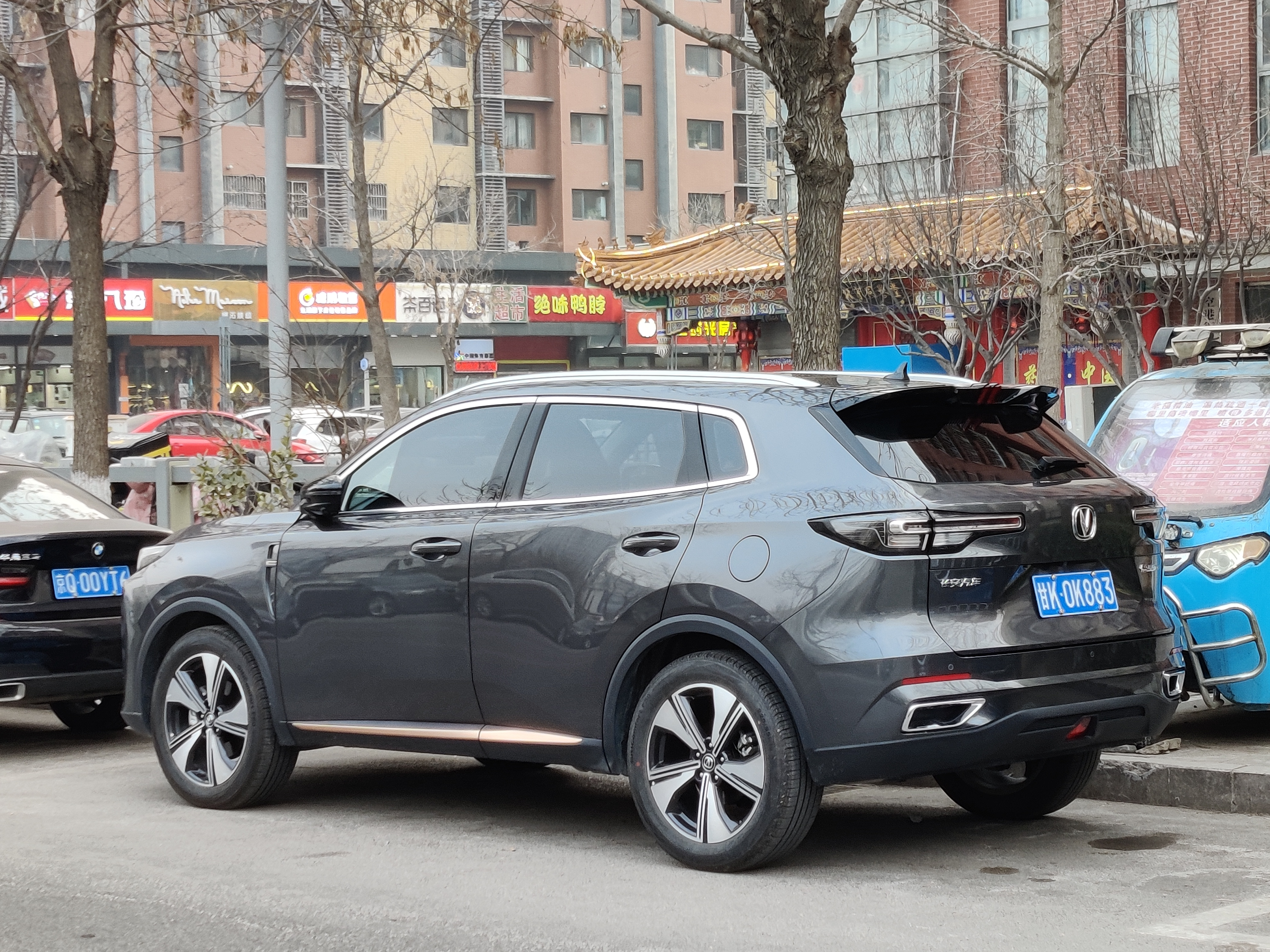
Heckansicht

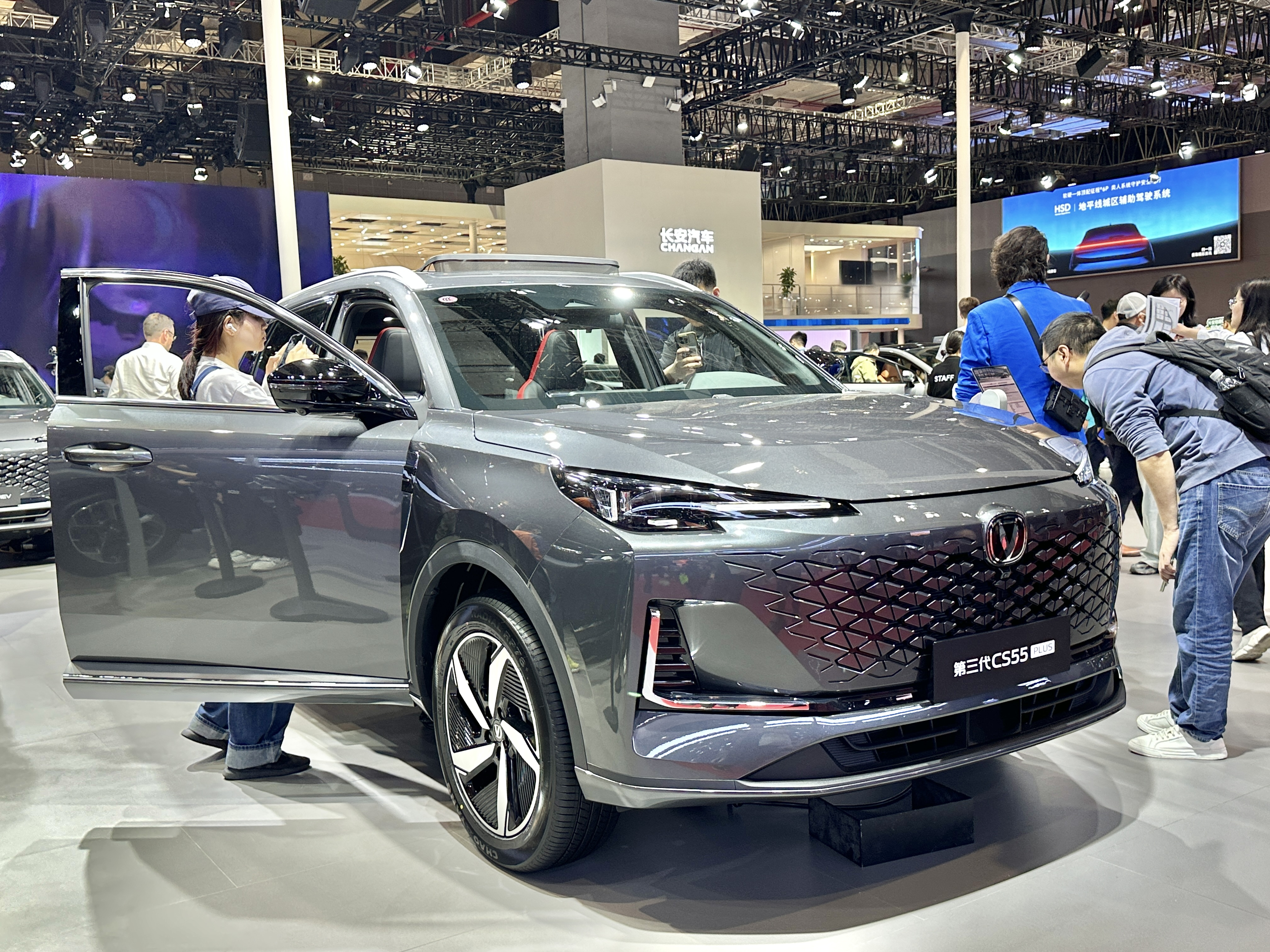
Changan CS55 Plus (seit 2023)

Die zweite Generation der Baureihe wurde im April 2021 auf der Shanghai Auto Show vorgestellt. Auf dem chinesischen Markt kam sie im September 2021 in den Handel. Der russische Markt folgte im Dezember 2022. Eine überarbeitete Version folgte im September 2023. In Saudi-Arabien wird der Wagen als Changan Uni-S vermarktet.
Eine Plug-in-Hybrid-Version auf Basis des CS55 Plus wird seit Herbst 2023 als Changan Qiyuan Q05 vermarktet. Außerdem wird seit März 2025 auch ein Plug-in-Hybrid als CS55 Plus angeboten.

### Technische Daten
Die zweite Generation des CS55 Plus wird von dem aufgeladenen 1,5-Liter-Ottomotor angetrieben, der im Vorgängermodell seit September 2021 erhältlich ist. Im neuen CS55 Plus ist er mit 138 kW (188 PS) jedoch etwas stärker. Außerdem ist nur ein 7-Stufen-Doppelkupplungsgetriebe verfügbar. In Russland leistet der Motor 133 kW (181 PS).
|                                             | 1.5T (Russland)                  | 1.5T (China)                     | 1.5 PHEV (China)            |
| ------------------------------------------- | -------------------------------- | -------------------------------- | --------------------------- |
| Bauzeitraum                                 | seit 12/2022                     | seit 09/2021                     | seit 03/2025                |
| Motorkenndaten                              |                                  |                                  |                             |
| Motortyp                                    | R4-Ottomotor                     | R4-Ottomotor                     | R4-Ottomotor + Elektromotor |
| Motoraufladung                              | Turbolader                       | Turbolader                       | —                           |
| Hubraum                                     | 1494 cm³                         | 1494 cm³                         | 1497 cm³                    |
| max. Leistung Verbrennungsmotor bei min−1   | 133 kW (181 PS) / 5500           | 138 kW (188 PS) / 5500           | 72 kW (98 PS) / 5600        |
| max. Systemleistung                         | —                                | —                                | 158 kW (215 PS)             |
| max. Drehmoment Verbrennungsmotor bei min−1 | 280 Nm / 1500–4000               | 300 Nm / 1500–4000               | 125 Nm / 3000               |
| max. Systemdrehmoment                       | —                                | —                                | 330 Nm                      |
| Kraftübertragung                            |                                  |                                  |                             |
| Antrieb                                     | Vorderradantrieb                 | Vorderradantrieb                 | Vorderradantrieb            |
| Getriebe, serienmäßig                       | 7-Stufen-Doppelkupplungsgetriebe | 7-Stufen-Doppelkupplungsgetriebe | E-CVT                       |
| Getriebe, optional                          | —                                | —                                | —                           |
| Messwerte                                   |                                  |                                  |                             |
| Höchstgeschwindigkeit                       | 190 km/h                         | 190 km/h                         | 180 km/h                    |
| Beschleunigung, 0–100 km/h                  | 8,2 s                            | 8,1 s                            | 7,3 s                       |
| Kraftstoffverbrauch auf 100 km, kombiniert  | k. A.                            | 5,9 l Super                      | 1,3 l Super                 |
| Tankinhalt                                  | 55 l                             | 55 l                             | 51 l                        |
| Energieinhalt Akku                          | —                                | —                                | 18,4 kWh                    |
| elektrische Reichweite nach WLTP            | —                                | —                                | 95 km                       |